# Pershore
Pershore è un paese di 7 304 abitanti della contea del Worcestershire, in Inghilterra.